# Eulepte
Eulepte é um gênero de mariposa pertencente à família Crambidae.